# Shirley (condado de Middlesex)
Shirley es un lugar designado por el censo ubicado en el condado de Middlesex en el estado estadounidense de Massachusetts. En el Censo de 2010 tenía una población de 1.441 habitantes y una densidad poblacional de 418,33 personas por km².

## Geografía
Shirley se encuentra ubicado en las coordenadas 42°32′11″N 71°40′2″O / 42.53639, -71.66722. Según la Oficina del Censo de los Estados Unidos, Shirley tiene una superficie total de 3.44 km², de la cual 3.4 km² corresponden a tierra firme y (1.28%) 0.04 km² es agua.

## Demografía
Según el censo de 2010, había 1.441 personas residiendo en Shirley. La densidad de población era de 418,33 hab./km². De los 1.441 habitantes, Shirley estaba compuesto por el 93.75% blancos, el 1.94% eran afroamericanos, el 0.49% eran amerindios, el 1.39% eran asiáticos, el 0.07% eran isleños del Pacífico, el 0.83% eran de otras razas y el 1.53% pertenecían a dos o más razas. Del total de la población el 4.02% eran hispanos o latinos de cualquier raza.